# Русович, Ада
Адриа́на (А́да) Русо́вич (пол. Adriana «Ada» Rusowicz; 8 сентября 1944, Вильнюс, СССР — 1 января 1991, Познань, Польша) — польская певица и актриса.

## Биография
Адриана Русович родилась 8 сентября 1944 года в Вильнюсе, но выросла в Джезгоне. В 1962 году она окончила среднюю школу в Штуме.
В 1963 году она получила награду за второй фестиваль молодых талантов в Щецине, а год спустя прошла прослушивание для участия в хоре. Выступала с ансамблем Niebiesko-Czarni вместе с Войцехом Корда (за которого она позже вышла замуж), Чеславом Неменом (её бывший возлюбленный), Анджеем Небески и Хеленой Майданец. Снялась в нескольких фильмах.
Ада была замужем за участником ансамбля Niebiesko-Czarni Войцехом Корда. У супругов было двое детей — сын Бартоломей Кедзиора (род.1977) и дочь Анна Сандра Русович (род.28.03.1983).
1 января 1991 года Ада, её муж Войцех и их несколько друзей попали в автокатастрофу в Познани (Польша), возвращаясь с концерта. Выжил только Войцех.
Похоронена на Милостовском кладбище в Познани.